# Anastoechus nitidulus
Anastoechus nitidulus är en tvåvingeart som först beskrevs av Fabricius 1794.  Anastoechus nitidulus ingår i släktet Anastoechus och familjen svävflugor. Inga underarter finns listade i Catalogue of Life.